# 愛人バンク殺人事件
『愛人バンク殺人事件』（あいじんバンクさつじんじけん）は、1984年にテレビ朝日系「土曜ワイド劇場」で放送されたテレビドラマ。主演は萬田久子。

## キャスト
- 桜瑠璃子（OL）〈26〉 - 萬田久子
- 弘子（美術大生） - 島村佳江
- 遠藤久美（瑠璃子の友人・看護師） - 泉じゅん
- 刑事 - 織本順吉
- 中川（弘子の恋人） - 星正人
- 久美の愛人 - 犬塚弘
- 吉田（城南大学助教授） - 浜田光夫
- 北村（愛人バンクの会員） - 荻島真一
- 中島葵、泉晶子、星野晶子、沼崎悠、児玉謙次、片岡五郎、牧田正嗣、小池榮、室井滋、平沢智子、木の実味摩子、越村公一、西田静志郎、大谷一夫、松井きみ江、福井裕子、川村真理子、西沢正代、後藤いずみ、平山雅代、横田楊子、南條マキ、小野寺尊子、堀佐和子、永原一子、長崎マヤ、山本昌恵、長崎良平、浅川奈月

## スタッフ
- 脚本 - 原教子
- 監督 - 加藤彰
- 音楽 - 石川鷹彦
- プロデューサー - 秋山みよ、佐藤敦、白崎英介
- 制作 - テレビ朝日、日活撮影所